# Aldealseñor
Aldealseñor es un municipio y localidad española de la provincia de Soria, en la comunidad autónoma de Castilla y León. El término municipal, que forma parte de la comarca de Almarza y del partido judicial de Soria, tiene una población de 28 habitantes (INE 2024).

## Historia
En esta villa soriana de la que se tienen noticias en el censo elaborado por Alfonso X el Sabio en 1270, se levanta la Torre-Palacio de Aldealseñor, edificada entre los siglos XIV y XVI. También conocida entonces como Aldea del Señor.
El censo de Pecheros de 1528, en el que no se contaban eclesiásticos, hidalgos y nobles, registraba la existencia 38 pecheros, es decir unidades familiares que pagaban impuestos. En el documento original figura como Aldea el Señor, formando parte del Sexmo de San Juan.
A la caída del Antiguo Régimen la localidad se constituye en municipio constitucional, entonces conocido como Aldea el Señor en la región de Castilla la Vieja que en el censo de 1842 contaba con 62 hogares y 248 vecinos. Hacia mediados del siglo XIX el lugar tenía contabilizadas 50 casas. Aparece descrito en el primer volumen del Diccionario geográfico-estadístico-histórico de España y sus posesiones de Ultramar de Pascual Madoz de la siguiente manera:

ALDEA EL SEÑOR: l. con ayunt. de la prov. y part. jud. de Sória (3 y 1/2 leg.), aud. terr. y c. g. de Búrgos (30), dióc. de Osma (13): sit. en un llano donde le bañan todos los vientos, disfruta de una atmósfera pura y despejada, y su clima es muy sano. Reune 50 casas de regular fabricacion, entre ellas la consistorial, y un palacio del señor conde de Gormaz, cuyo edificio si bien es muy sólido y de bastante capacidad, no contiene cosa alguna notable, y junto á él hay una huerta cerrada con tapias. La igl. parr. está dedicada á Ntra. Sra. de las Blancas, servida por un cura párroco que nombra el de Cirujales de cuya igl. es aneja: la ermita de San José contigua al palacio es de propiedad del mencionado señor Conde; se halla muy arruinada, y no se celebra en ella sino alguna misa votiva por devocion particular de los fieles. Su térm. confina por el N. con los de Aldealices y Carrascosa, por el E. con el de Losilla, por el S. con el de Cirujales, y por el O. con los de Pinilla de Cardedueñas, y Villares, en el que brotan muchas fuentes de que se surten los vec., y se cruzan algunos arroyos en cuyas márg. se hallan plantados muchos álamos y sáuces. El terreno es bastante fértil en la parte de la vega que se riega con el agua de dichas fuentes y arroyos, y por abundar de tierra quebrada hay bastante escasez de pastos: prod.: trigo, centeno, cebada avena, guisantes, garbanzos, patatas, hortaliza, y algunas frutas; se cria bastante ganado caballar, vacuno, de cerda, lanar, churro y merino: pobl.: 62 vec.: 248 hab.: cap. imp.: 53,671 rs. 6 mrs. vn.
(Madoz, 1845, p. 496)

En Aldealseñor se filmó el documental El cielo gira (2004), dirigida por la cineasta Mercedes Álvarez, sobre la realidad de un pequeño pueblo de la España vaciada.

## Demografía
Cuenta con una población de 28 habitantes (INE 2024).
| Gráfica de evolución demográfica de Aldealseñor entre 1842 y 2021                                                                                                   |
| |
| Población de derecho según los censos de población del INE Población de hecho según los censos de población del INEEn este censo se denominaba Aldea el Señor: 1842 |

## Economía
Basa su economía en la agricultura de secano (cereales) y la ganadería.

## Patrimonio
- Casa Fuerte de los Salcedo, bien conservado y restaurado por el arquitecto y dibujante Peridis. Consta de una torre defensiva del siglo X en torno a la que se desarrolló el palacio del siglo XVI realizado por el maestro Martín de Solano. Tiene incoado expediente como Bien de Interés Cultural en la categoría de Monumento desde el 5 de mayo de 1980.[8]
- Iglesia de Nuestra Señora de la Blanca, de orige románico con algunas piezas prerománicas y reformada en el siglo XVI.
- Ermita de San José, situada junto al palacio y rehabilitada.
- Casas señoriales del siglo XVI.
- Torre-palacio de Aldealseñor.

## Fiestas
- Virgen de la Blanca y San Roque, 15 y 16 de agosto.
- San Mateo, 12 de septiembre.